# Stymie
Stymie (1941-1962) est un cheval de course pur-sang, Membre du Hall of Fame des courses américaines. 

## Carrière de course
Loin, très loin des élevages prestigieux du Kentucky, loin, très loin des écuries huppés de la Côte Est, King Ranch est le plus grand haras des États-Unis, mais seulement par la taille : 3 340 km2 au sud-ouest du Texas, une superficie supérieure à celle du Luxembourg. Un ranch plutôt qu'un haras, moins spécialisé dans l'élevage de pur-sang que dans celui de gros gabarits, type bovins ou quarter-horses. Et qui pourtant a trouvé le moyen d'élever deux vainqueurs de Kentucky Derby, Assault en 1946 et Middleground en 1950. Et puis Stymie, un poulain de basse extraction, d'un beau modèle mais visiblement atteint de lenteur. Qui commence sa carrière, à 2 ans, en courant tous les 4 ou 5 jours, là où tous les entraîneurs du monde laissent en général au moins trois semaines à leurs protégés entre deux courses. Stymie court des maidens (des épreuves pour chevaux n'ayant jamais franchi le poteau en tête) et des réclamers sur les hippodromes new yorkais (Belmont Park, Aqueduct, Jamaica), ces courses où tous les participants sont à vendre, et pas cher : le 2 juin, Hirsch Jacobs, l'un des entraîneurs les plus en vue du circuit américain, débourse 1 500 dollars pour offrir à sa femme ce poulain qui perd ses quatorze premières courses et qui termine sa première saison avec un bilan extravagant : 29 courses, 3 victoires, 12 places.     
Mais Stymie progresse et si Hirsch le garde dans ses boxes, c'est peut-être parce qu'il croit en lui. Mais le poulain tarde à lui rendre sa confiance, et allège - un peu - son programme. En piste dès le 1er janvier en Floride, il n'a toujours pas gagné une course quand Jacobs tente un coup de poker : il l'aligne au départ des Flamingo Stakes, une préparatoire à l'ultra classique Triple Couronne. Stymie crée la surprise en prenant la troisième place derrière Stir Up, qui passe pour le meilleur poulain de sa génération et qui montera quelques semaines plus tard sur les podiums du Kentucky Derby et des Preakness Stakes. Une semaine plus tard, il s'impose pour sa huitième sortie et revient se frotter aux meilleurs dans les Wood Memorial Stakes, une autre préparatoire, où il ne s'incline que face à Stir Up à nouveau. En l'espace d'une course, lui qui n'en gagne pas beaucoup a laissé entrevoir un certain talent. Jacobs retente le coup dans les Preakness Stakes, mais Stymie ne confirme pas, terminant lointain sixième. Souvent placé, jamais gagnant, Stymie participe à des gros handicaps de la Côte Est et achève sa deuxième saison avec un bilan quasiment identique au précédent : 29 sorties, pour 3 victoires et 14 places. Il a donc couru 58 fois depuis ses débuts, là où plupart des poulains classiques de sa génération se sont produits, eux, une dizaine de fois tout au plus.       
En 1945, la guerre pousse le gouvernement américain à suspendre les courses pour quatre mois. Stymie va enfin pouvoir se reposer. Il réapparaît en mai, et alors tout change. Le 4 ans s'affirme et restera pour les saisons à venir comme l'un des meilleurs chevaux d'âge américains. Il devient régulier, prend goût à la victoire, s'impose dans les gros handicaps new yorkais tels le Brooklyn Handicap, et se place dans le Suburban Handicap, la Jockey Club Gold Cup ou les Whitney Stakes. Bilan : 19 courses, 9 victoires et 8 places. L'année suivante, ça continue, huit victoires dont les Whitney Stakes, le Manhattan Handicap et le Gallant Fox Handicap. Dans ces deux dernières courses, il devance le vainqueur de la Triple Couronne, l'autre Texan, Assault, qui a grandi comme lui dans les immenses prés de King Ranch. Il prend aussi des places dans le Brooklyn Handicap, la Jockey Club Gold Cup, le Monmouth Handicap ou le Suburban Handicap. Il remporte même un walkover, une course comme on en fait plus où il n'a aucun adversaire. En fin d'année, il est sacré meilleur cheval de handicap aux États-Unis.     
Maintenant, Stymie ferraille avec les meilleurs, avec Gallorette, Pavot, Armed, Devil Diver, Assault, qui se croisent régulièrement dans les grands tournois pour chevaux d'âge de la Côte Est. Mais tandis que les uns et les autres disparaissent des programmes pour se consacrer à la reproduction, Stymie, lui le forçat, continue à son extravagante carrière. En 1947, il remporte le Metropolitan Handicap, le Aqueduct Handicap ou encore le Gallant Fox Handicap, et prend des accessits dans des épreuves du même acabit. Sa victoire dans le Massachusetts Handicap, en juillet, lui permet de devenir le premier cheval à franchir la barre des $ 700 000 dollars de gains. L'année suivante, à 7 ans, c'est peu ou prou la même musique, mais à l'été, le cheval connaît pour la première fois la blessure, la fracture d'un os sésamoïde qui avorte sa saison bien plut tôt que prévu. Il aurait pu s'en tenir là, mais son entourage tente un come-back en septembre 1949, après plus d'un an d'absence. Mais cette fois Stymie n'en veut plus : fidèle à sa légende, il court cinq fois en trois semaines, sans pouvoir gagner, même s'il réussit d'honorables adieux à la piste en prenant le premier accessit du New York Handicap. Le plus grand stakhanoviste de l'histoire des courses de pur-sang prend enfin une retraite plus que méritée : d'une popularité sans équivalent, il est le cheval le plus riche de l'histoire mondiale des courses avec plus de $ 900 000 de gains pour un total invraisemblable de 131 courses pour 35 victoires et 61 places. Et l'assurance d'une postérité qu'il doit avant tout à son courage, sa longévité et son endurance. En 1975, quatre ans après sa mort, il est introduit au Hall of Fame des courses américaines, et occupe la 41ème place sur la liste des 100 meilleurs chevaux de sport hippique américain du XXe siècle établie en 1999 par le magazine The Blood-Horse.      

## Au haras
En 1950, Stymie se retire à Haygard Farm, dans le Kentucky, pour y devenir étalon. Cinq ans plus tard il est envoyé faire la monte en Californie, à Sunny Slope Ranch, puis revient à Haygard Farm en 1962, l'année de sa mort. Il n'a pas marqué l'élevage (même si on retrouve son nom à la quatrième génération dans les pedigree du chef de race Sunday Silence et celui de Caerleon), pas engendré de classiques, mais il a transmis son gêne du stakhanovisme à quelques-uns de ses produits. Tel Joe Jones (175 courses !), vainqueur du Vosburgh Handicap et placé dans les Woodward Stakes, le Santa Anita Handicap ou le Metropolitan Handicap. Ou bien Paper Tiger (114 courses !), vainqueur du Saratoga Handicap et placé dans le Brooklyn Handicap, les Woodward Stakes, le Manhattan Handicap ou les Whitney Stakes. Un certain Know The Facts, le plus prolifique de ses produits, a couru 194 fois dans les années 60. Autre époque.  

## Origines
Equestrian, le père de Stymie, est un élève de Cornelius V. Whitney qui n'a presque rien montré en piste (deux petites victoires en huit sorties) mais dont le pedigree prestigieux (il est fils du grand Equipoise et de Frilette, une fille de Man o'War qui fut l'une des meilleures pouliches de sa génération, lauréate du Beldame Handicap et placée des American Oaks et des Gazelle Stakes) lui a permis de trouver une place d'étalon à King Ranch pour saillir autant des quarter-horses que des pur-sang. Quant à Stop Watch, la mère de Stymie, n'a jamais gagné un dollar et le plus riche de ses dix produits en a gagné 150...

### Pedigree
| Origines de Stymie (USA), mâle alezan né en 1941 | Origines de Stymie (USA), mâle alezan né en 1941 | Origines de Stymie (USA), mâle alezan né en 1941 | Origines de Stymie (USA), mâle alezan né en 1941 |
| ------------------------------------------------ | ------------------------------------------------ | ------------------------------------------------ | ------------------------------------------------ |
| Père Equestrian 1936                             | Equipoise 1928                                   | Pennant                                          | Peter Pan                                        |
| Père Equestrian 1936                             | Equipoise 1928                                   | Pennant                                          | Royal Rose                                       |
| Père Equestrian 1936                             | Equipoise 1928                                   | Swinging                                         | Broomstick                                       |
| Père Equestrian 1936                             | Equipoise 1928                                   | Swinging                                         | Balançoire                                       |
| Père Equestrian 1936                             | Frliette 1924                                    | Man o'War                                        | Fair Play                                        |
| Père Equestrian 1936                             | Frliette 1924                                    | Man o'War                                        | Mahubah                                          |
| Père Equestrian 1936                             | Frliette 1924                                    | Frillery                                         | Broomstick                                       |
| Père Equestrian 1936                             | Frliette 1924                                    | Frillery                                         | Petitcoat                                        |
| Mère Stop Watch 1933                             | On Watch 1917                                    | Colin                                            | Commando                                         |
| Mère Stop Watch 1933                             | On Watch 1917                                    | Colin                                            | Pastorella                                       |
| Mère Stop Watch 1933                             | On Watch 1917                                    | Rubia Granda                                     | Greenan                                          |
| Mère Stop Watch 1933                             | On Watch 1917                                    | Rubia Granda                                     | The Great Ruby                                   |
| Mère Stop Watch 1933                             | Sunset Gun 1927                                  | Man o'War                                        | Fair Play                                        |
| Mère Stop Watch 1933                             | Sunset Gun 1927                                  | Man o'War                                        | Mahubah                                          |
| Mère Stop Watch 1933                             | Sunset Gun 1927                                  | Eventide                                         | Uncle                                            |
| Mère Stop Watch 1933                             | Sunset Gun 1927                                  | Eventide                                         | Noontide (famille 1-h)                           |